# Зайцево (Выборгский район)
Зайцево (до 1948 года Инкиля, фин. Inkilä) — посёлок в Каменногорском городском поселении Выборгского района Ленинградской области.

## Название
Топоним Инкиля происходит от антропонима.
Зимой 1948 года по решению сессии Инкильского сельсовета деревне Инкиля было выбрано новое наименование Кремлёво. Но через полгода сессия заменила это название на Зайцево. В обосновании сообщалось, что деревня названа «в честь погибшего в бою под Нарвой 1 марта 1944 года генерал-майора Зайцева Пантелеймона Александровича — командира 122-го стрелкового корпуса». Переименование было закреплено указом Президиума ВС РСФСР от 1 октября 1948 года.

## История

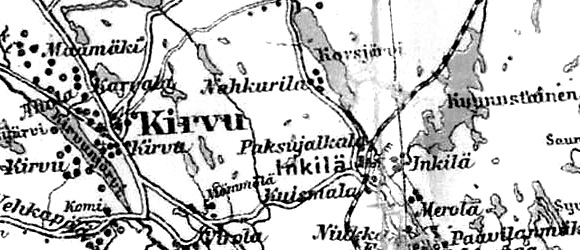
Деревня Инкиля на финской карте 1923 года

До 1939 года деревня Инкиля входила в состав волости Кирву Выборгской губернии Финляндской республики.
С 1 января 1940 года — в составе Карело-Финской ССР.
С 1 июля 1941 года по 31 мая 1944 года финская оккупация.
С 1 ноября 1944 года — в составе Инкольского сельсовета Яскинского района.
С 1 октября 1948 года учитывается административными данными как деревня Зайцево в составе Зайцевского сельсовета Лесогорского района. В ходе укрупнения хозяйства к ней были присоединены соседние деревни Куйсмала и Паксуялка.
С 1 июня 1954 года — в составе Дымовского сельсовета Лесогорского района. 
С 1 декабря 1960 года — в составе Выборгского района.
В 1961 году население деревни составляло 630 человек. 
По данным 1966, 1973 и 1990 годов посёлок Зайцево входил в состав Бородинского сельсовета.
В 1997 году в посёлке Зайцево Бородинской волости проживали 409 человек, в 2002 году — 400 человек (русские — 97 %).
В 2007 году в посёлке Зайцево Каменногорского ГП проживал 381 человек, в 2010 году — 378 человек.

## География
Посёлок расположен в северной части района на автодороге 41К-415 (Бородинское — Залесье).
Расстояние до административного центра поселения — 26 км. 
В посёлке находится железнодорожная платформа Инкиля. 
Через посёлок протекает река Дымовка, которая к югу от посёлка имеет разлив — озеро Зайцево.

## Демография
| 2007 | 2010 | 2017 | 2021 |
| ---- | ---- | ---- | ---- |
| 381  | ↘378 | ↘343 | ↗439 |

## Фото

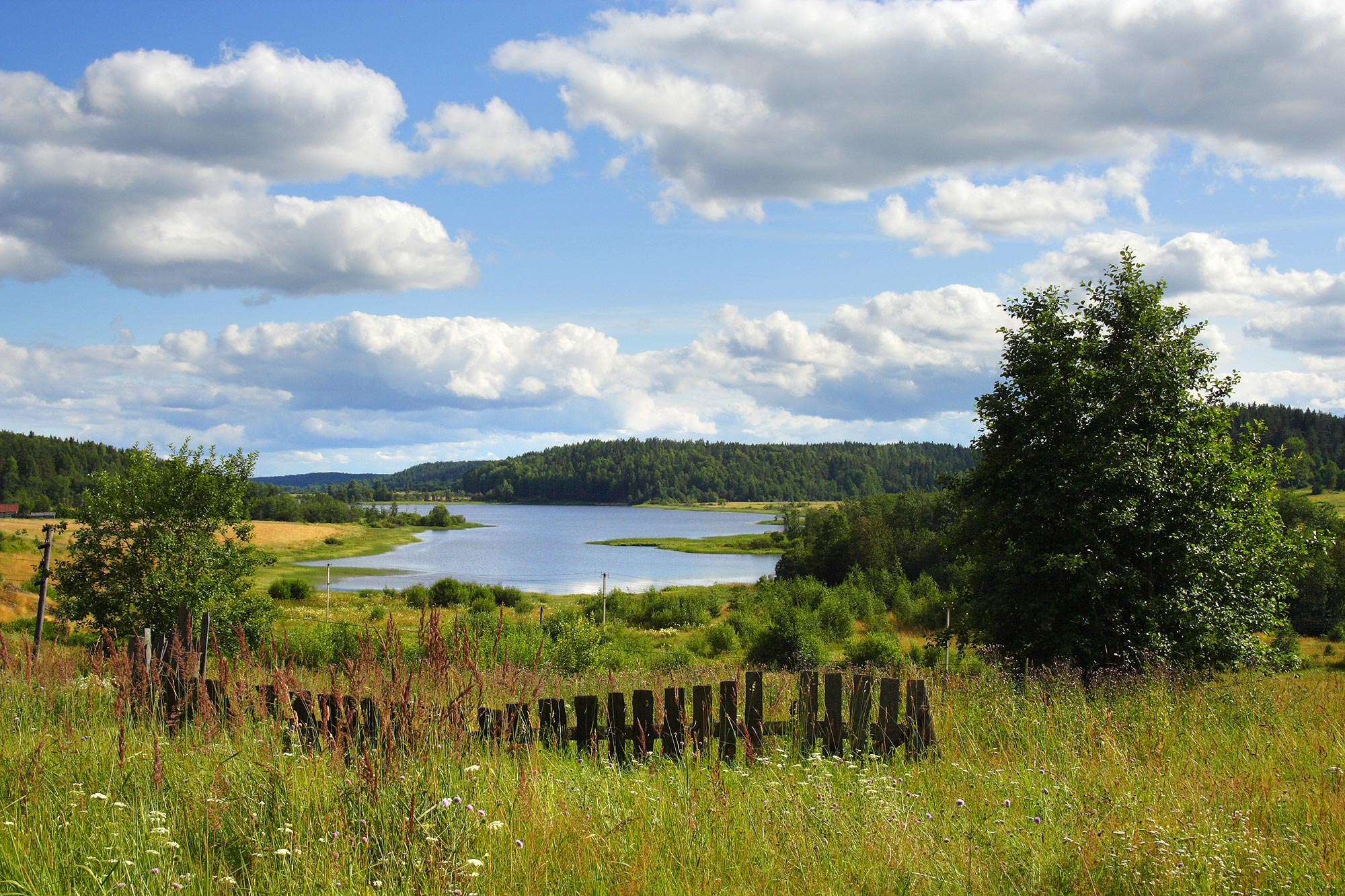
Вид на озеро
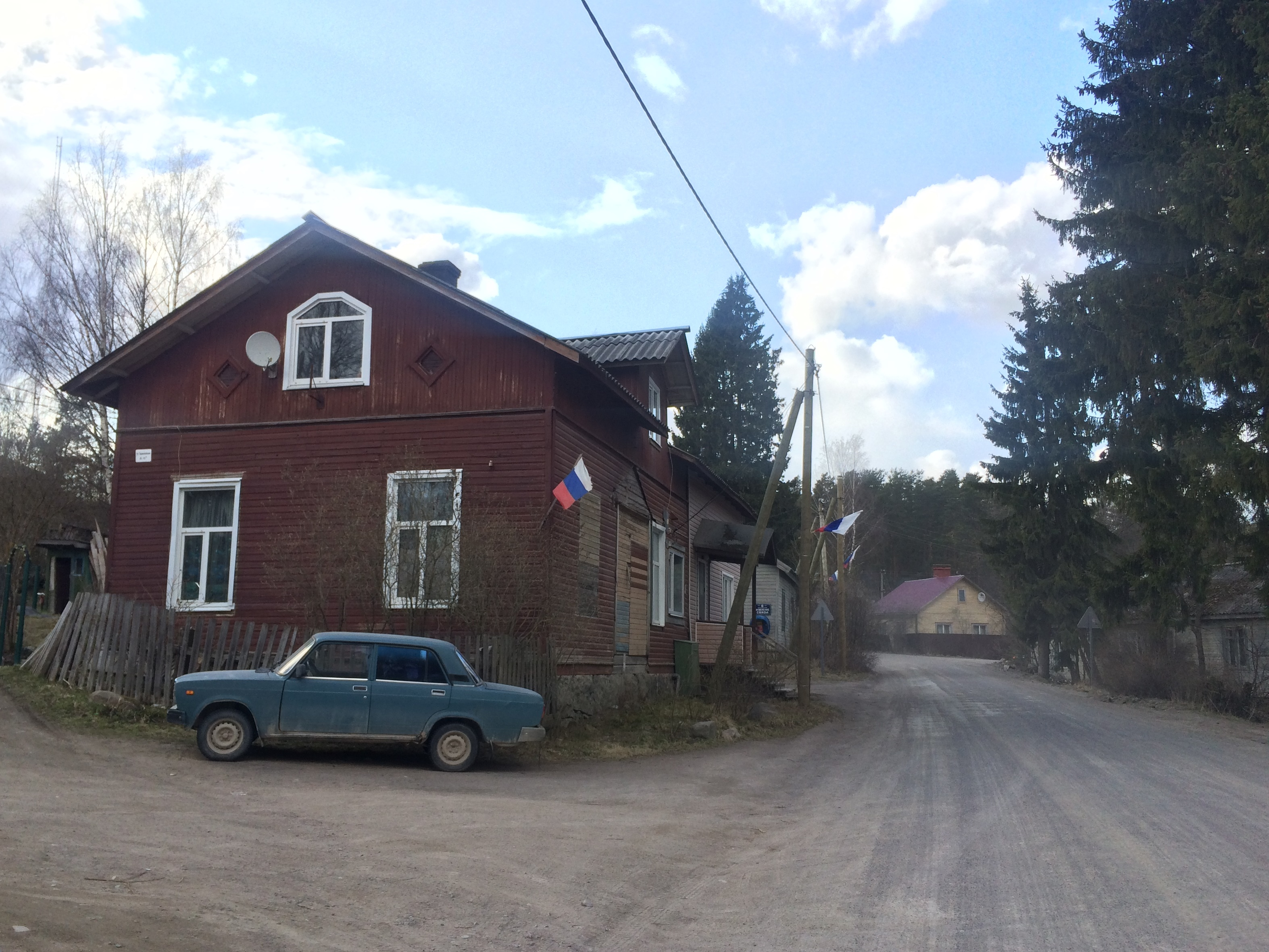
Улица Первомайская
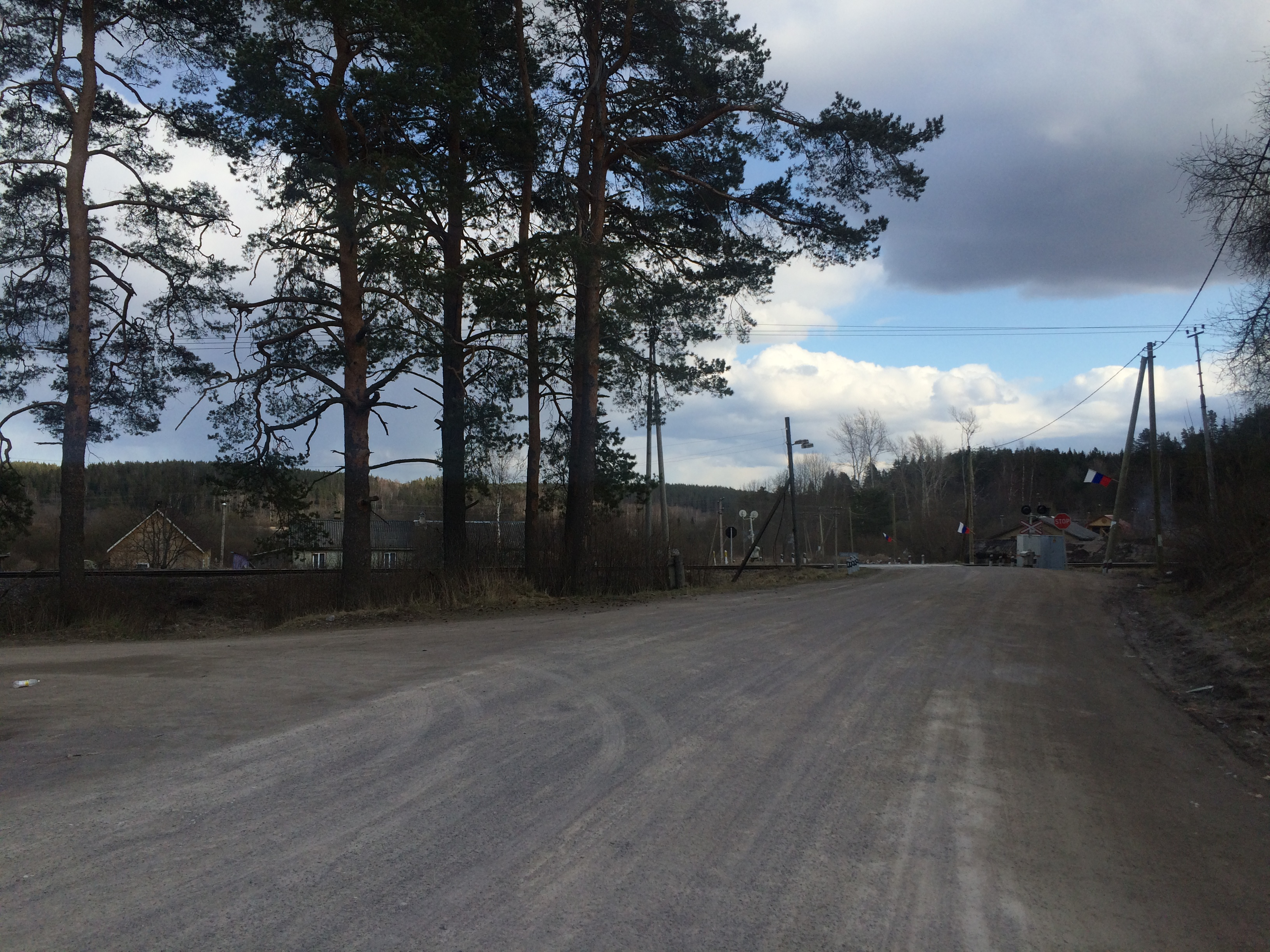
Вид на переезд

## Улицы
Бурная, Дымовский проезд, Заречная, Заячий проезд, Комсомольская, Лесная, Новая, Октябрьская, Первомайская, Пляжная, Привокзальная, Ручейная, Советская.